# 越後流
越後流（えちごりゅう） / 謙信流（けんしんりゅう）は、上杉謙信に由来する兵法・軍学の流派。
越後流軍学、越後流兵法、謙信流軍学などと言われる。

## 概要
上杉謙信の元にいた宇佐美良勝、加治景英らの兵法を元に、沢崎景実が編み出した兵法の流派。沢崎景実は山形藩時代に加治景英の子孫・加治景明について、「要門軍礼」「武者帯」など『景英捨書』の兵法学を習得。その後、米沢に移り、上杉家法を研究、江戸に出て同門の高松正朝の援助にて本郷で、越後流を講義した。
越後流の兵法思想は『武門要鑑抄』にある。「磨心立極」「等格部提」「勝負必究」「現行成就」の四部門に分け、不敗不死を要門の達徳とし、鍛錬に精うして勝負になづむことなきを要門の至徳とした。衆生済度や慈悲に根差した仏教思想を、武法体得の中に取り入れているのが特徴である。
武田信玄の兵法に由来する甲州流軍学が江戸幕府公認の軍学となったのに対し、越後流は紀州藩の中で藩学として用いられ、『北越軍談』などが教本として広く読まれた。

## 主な越後流学者
佐久間正春、佐久間景忠、長谷川景重、依田英信、武藤永重、高松正朝、高山健貞、窪田清音、山下幸内、山脇治右衛門